# بيجن عبد الكريمي
بيجن عبد الكريمي (بالفارسية: بیژن عبدالکریمی) (ولد 20 أغسطس 1963 في طهران) هو فيلسوف إيراني معاصر.

## حياته
ولد ونما بيجن عبد الكريمي في طهران، وبدأ اهتماما مبكرا في العلوم الإنسانية في طهران. ثم بدأ لمواصلة تعليم الفلسفة في جامعة طهران لدرجة البكالوريوس والماجستير في الفلسفة الغربية. بعد ذلك، سافر الي الهند فدرس هنالك حتي حصل على درجة الدكتوراه في الفلسفة في جامعة عليكرة الإسلامية. ثم عاد عبد الكريمي إلى إيران وكان تعيينه في هيئة التدريس في قسم الفلسفة جامعة الإسلامية المفتوحة في عام 2002 حيث هو الآن أستاذ في الفلسفة المعاصرة.

## مؤلفاته بالفارسية
- تفكر وسياست: نسبت مابعدالطبيعه وفلسفه سياسي در افلاطون
- هايدگر واستعلا: شرحي بر تفسير هايدگر از كانت
- رهايي‌بخشي يا سلطه: نقدي بر نظام آموزش وپرورش إيران
- مونيسم يا پلوراليسم: واكاوي هستي‌شناسي يك نظريه اجتماعي

## أيضا
- فلسفة إسلامية